# Shirley Scott
Shirley Scott (Philadelphia, 14 maart 1934 - 10 maart 2002) was een Amerikaanse jazzorganiste.

## Biografie
Shirley Scott begon piano en kortstondig trompet te spelen. Midden jaren 1950 speelde ze piano in het clubcircuit van Philadelphia en samen met de jonge John Coltrane in een trio.
Count Basies tenorsaxofonist Eddie Lockjaw Davis hoorde ze daar en omdat zijn organist zich zelfstandig had gemaakt, vroeg hij haar om toe te treden tot zijn band. De 18-jarige Scott vertelde hem dat ze orgel kon spelen, ofschoon ze dat pas een half jaar deed. Ze koos definitief voor het instrument, nadat ze een opname had gehoord van Jackie Davis. Samen met Eddie Lockjaw Davis nam ze talrijke platen op en bracht ze tijdens de late jaren 1950 onder andere de populaire Cookbook-reeks uit voor Prestige Records. Scott roemde Davis als leraar en meester van de halve tonen.
In 1958 begon Scotts solocarrière, in wiens verloop ze 23 albums opnam voor Prestige Records (1958–64), tien voor Impulse! Records (1963–68), drie voor Atlantic Records (1968–70), drie voor Cadet Records (1971–73), een voor Strata-East Records (1974), twee voor Muse Records (1989–91) en drie voor Candid Records (1991–92).
In 1961 trouwde ze met de tenorsaxofonist Stanley Turrentine. Samen namen ze een veelheid opnamen op voor Blue Note, Prestige, Impulse en Atlantic. De opnamen uit deze periode tellen heden als klassiekers van de souljazz. Het huwelijk werd in 1972 ontbonden.
Haar levensavond bracht Shirley Scott door in Philadelphia. Ze trad af en toe plaatselijk op, meestal aan de piano en ze was muzikaal leidster van Bill Cosbys kortdurende show You Bet Your Life (1992). Tijdens deze periode onderwees ze jazzgeschiedenis en piano (als vervangster) aan de Cheyney University of Pennsylvania in Philadelphia, de eerste Afro-Amerikaanse muziekuniversiteit. Tijdens een interview met Marian McPartland tijdens een NPR jazzpiano-programma vertelde ze, dat ze een onderzoeksopdracht van NEA (National Endowment for the Arts) had gekregen om de muziek van Dexter Gordon te onderzoeken.

## Ziekte en overlijden
De laatste vijf jaar voorafgaand aan haar overlijden in 2002 leefde ze teruggetrokken en had ze geen optredens meer. Ze leed aan een hoge bloeddruk in het longcirculatiesysteem ten gevolge van de inname van het dieetmedicijn Fen-phen. Ze kreeg in 2000 in een schadevergoedingsproces acht miljoen dollar, omdat ze het schikkingsaanbod van het concern American Home Products (Wyeth) afwees en verder klaagde. Ze had het medicijn veel te lang en te laat genomen, toen bijwerkingen zichtbaar werden en het product bijna uit de markt genomen was. Haar arts betaalde de halve schadevergoeding. Shirley Scott overleed in maart 2002 op bijna 68-jarige leeftijd.

## Discografie
- ????: Shirley Scott plays Horace Silver (Prestige Records)
- 1958-1961: Workin'  (Prestige Records) met Eddie Lockjaw Davis, Ronnell Bright, George Duvivier, Roy Haynes
- 1958-1960: Like Cozy (Prestige Records) met George Duvivier, George Tucker, Arthur Edgehill
- 1963: Soul Shoutin'  (Prestige Records) met Stanley Turrentine, Major Holley, Earl May
- 1964: Blue Flames (Prestige Records) met Stanley Turrentine, Bob Cranshaw, Otis Finch
- 1965: Queen of the Organ (Impulse! Records, 1965) met Stanley Turrentine
- 1992: Blues Everywhere (Candid Records), met Arthur Harper en Mickey Roker
- 1992: A Walkin' Thing (Candid Records) met Terrell Stafford, Tim Warfield

- Bibsys: 5009834
- Bibliothèque nationale de France: cb13899606q (data)
- Gemeinsame Normdatei: 134518195
- International Standard Name Identifier: 0000 0001 1477 8495
- Library of Congress Control Number: n78024344
- MusicBrainz: f80398eb-64c2-4abb-8572-cd8ab96f6522
- Nationale Bibliotheek van Tsjechië: ola2002159256
- Nederlandse Thesaurus van Auteursnamen: 100699014
- SNAC: w6ps1133
- Système universitaire de documentation: 084289708
- Virtual International Authority File: 94481587
- WorldCat: E39PBJxWXXC8rryqbVB4gbvPwC